# Kansas City Symphony
La Kansas City Symphony (KCS) è un'orchestra sinfonica degli Stati Uniti con sede a Kansas City, Missouri. L'attuale direttore musicale è Michael Stern. L'Orchestra si esibisce al Kauffman Center for the Performing Arts, che si trova al 1601 di Broadway Boulevard.

## Storia
La prima orchestra sinfonica di Kansas City è stata la Kansas City Symphony, costituita nel 1911 per Carl Busch. Cessò l'attività all'inizio della prima guerra mondiale, dato che molti dei musicisti furono mandati in guerra. La seconda orchestra sinfonica di Kansas City fu la Kansas City Philharmonic, fondata nel 1933 e sciolta nel 1982. Solo mesi dopo, vedendo la necessità di una nuova orchestra sinfonica, l'uomo d'affari e filantropo R. Crosby Kemper Jr. fondò la Kansas City Symphony. Kemper scelse un gruppo di altri importanti cittadini di Kansas City, tra cui Donald J. Hall, presidente e amministratore delegato della Hallmark Cards, Henry W. Bloch, co-fondatore della Sr. e H & R Block, ad essere gli amministratori fondatori; insieme, la prima commissione stabilì dotazione iniziale dell'Orchestra. Essi inoltre promulgarono la missione dell'Orchestra Sinfonica, per "promuovere e sostenere l'arte della musica classica per l'arricchimento della comunità."
Nel 2002 la Kansas City Symphony è stata determinante nello sviluppo del Concert Companion, diretto dall'allora direttore esecutivo Roland Valliere. Finanziato dalla William e Flora Hewlett Foundation, John S. and James L. Knight Foundation, la Andrew W. Mellon Foundation e il David and Lucile Packard Foundation, il Concert Companion è stato provato dalla Kansas City Symphony, New York Philharmonic, Orchestra di Filadelfia, Orchestra Sinfonica di Pittsburgh, Aspen Music Festival and School, e Oakland East Bay Symphony.
La sede precedente dell'Orchestra era il Teatro Lirico fino a quando si trasferirono al Kauffman Center for the Performing Arts nel settembre 2011 dove suonano nella Helzberg Hall.

## Oggi
La Kansas City Symphony ha attualmente 80 musicisti a tempo pieno, tutti residenti in zona. Ogni anno svolge una stagione di 42 settimane, che comprende concerti in abbonamento, concerti didattici, visite regionali e nazionali, e concerti di sensibilizzazione pubblica. L'orchestra esegue anche musica per la Lyric Opera of Kansas City ed il Kansas City Ballet.
Oltre alle donazioni ordinarie e il ricavato dai concerti, l'orchestra è sostenuta da sette gruppi ausiliari specializzati. Insieme, questi raggiungono circa 900000 $ all'anno. Eventi di raccolta fondi comprendono il grande ballo delle debuttanti di Kansas City, la Jewel Ball (che fa beneficenza anche al Museo Nelson-Atkins), la Symphony Ball, la Designers' Showhouse (un'esposizione di ristrutturazione di abitazioni nel distretto del Country Club di Kansas City, che sceglie una casa storica da rinnovare ogni anno), un Negozio Friends of the Symphony Gift e un programma di insegnante per concerti didattici. Oggi, il bilancio annuale dell'orchestra è più di $ 14 milioni.
L'Orchestra Sinfonica ha pubblicato il suo primo compact disc, American Voices, diretto da William McGlaughlin, nel 1995. The Sound of Kansas City CD ha debuttato nel 2004. Nel luglio 2008 ha pubblicato Formosa Seasons di Gordon Chin con l'etichetta Naxos e due adattamenti della Tempesta di Shakespeare (di Arthur Sullivan e Jean Sibelius), con Reference Recordings. Ha pubblicato Britten's Orchestra nel 2009, un disco di Vaughan Williams/Elgar nel 2013 e un disco di Hindemith/Prokofiev/Bartók nel 2014 sempre con Reference Recordings. Inoltre, l'orchestra si è esibita alla National Public Radio e ha partecipato a due trasmissioni televisive speciali, in onda a livello nazionale, per la PBS, l'ultima delle quali è stata Homecoming: The Kansas City Symphony presenta Joyce DiDonato, registrato nel Helzberg Hall nel Kauffman Center for the Performing Arts. Ogni settimana durante la stagione dell'orchestra, la KCUR-FM trasmette le esecuzioni salienti dell'orchestra.
Nel mese di marzo 2014, il direttore d'orchestra Michael Stern, The Kansas City Symphony e Engage Mobile Solutions hanno utilizzato quattro paia di Google Glass, allo stesso tempo per registrare una performance della 5ª sinfonia di Beethoven.

## Direttori musicali
- 2004–presente: Michael Stern
- 1999–2003: Anne Manson
- 1986–1997: William McGlaughlin
- 1982–1986: Russell Patterson